# Secretaría General Técnica del Ministerio de Asuntos Exteriores
La Secretaría General Técnica del Ministerio de Asuntos Exteriores, Unión Europea y Cooperación es el principal órgano directivo encargado de las competencias de la Subsecretaría en todo lo relativo a los servicios comunes del Departamento y en lo relativo a la producción normativa, asistencia jurídica y publicaciones.
El titular de la SGT es además el secretario de la Comisión Interministerial de coordinación en materia de tratados y otros acuerdos internacionales.

## Historia
La secretaría general técnica del Ministerio de Asuntos Exteriores fue creada por el Decreto 379/1970 como un órgano de personal experto en la materia que trataba del Departamento.
Gran parte de la estructura actual es introducida en 1976, cuando se dota la secretaría general técnica de una vicesecretaría compuesta por una dirección de estudios e informes y dos secciones, una de planificación y coordinación administrativa y otra de materias clasificadas, movilización y seguridad. Asimismo, se la dota de una subdirección general de documentación, organización e informática, una dirección de tratados internacionales y una dirección de asuntos generales. Desde este año también se adscribe a la vicesecretaría general la Oficina de Interpretación de Lenguas.
Ya en 1985 se reestructura la secretaría dotándola de tres órganos, la vicesecretaría y las subdirecciones generales de planificación y organización, y de informática. Un año más tarde se desarrolla su estructura concreta, incluyendo los gabinetes de tratados y de relaciones institucionales, el centro de publicaciones, la dirección de asuntos generales, y el archivo y registro.
La mencionada estructura se mantuvo durante la siguiente década, hasta que en 1996 se suprimió la Subdirección General de Relaciones Institucionales y Organización. Así, mediante la Vicesecretaría y una Subdirección para asuntos informáticos se mantuvo hasta 2004, cuando se reorganizó el órgano mediante la Vicesecretaría y tres Divisiones —Relaciones Institucionales, Tratados Internacionales y Recursos y Relaciones con los Tribunales— que, con algunos cambios de denominación, existió hasta que en el año 2024, cuando las divisiones de relaciones institucionales y de tratados se elevaron al rango de Subdirección General.

## Estructura y funciones
La Secretaría General Técnica, como órgano directivo de la Subsecretaría, posee su propia estructura orgánica a través de la cual desempeña las competencias que le otorga el ordenamiento jurídico. Estos órganos son:
- La Vicesecretaría General Técnica, que se encarga de la tramitación de las disposiciones de carácter general que promueva el departamento y, cuando así esté previsto, su elaboración; de la elaboración y propuesta del Plan Anual Normativo del Departamento y la coordinación e impulso de su ejecución; del informe de los asuntos que otros Departamentos sometan al Consejo de Ministros y a la Comisión General de Secretarios de Estado y Subsecretarios; así como la tramitación y coordinación de las actuaciones relativas a los asuntos propuestos por los órganos del Departamento para la deliberación del Consejo de Ministros, de las Comisiones Delegadas del Gobierno y de la Comisión General de Secretarios de Estado y Subsecretarios; de la emisión de los informes previstos en el artículo 26 de la Ley del Gobierno y la tramitación de aquellos previstos en la disposición adicional cuarta de la Ley de Tratados y otros Acuerdos Internacionales. Asimismo, asume la tramitación de la publicación de disposiciones y actos administrativos del Departamento en el Boletín Oficial del Estado; la dirección y coordinación de la actividad editorial y difusora de las publicaciones del Departamento, especialmente la propuesta de su plan editorial, y la gestión de los servicios de biblioteca y documentación y del archivo general, la coordinación de los restantes archivos y bibliotecas del Departamento, y la conservación de su patrimonio documental.
- La Subdirección General de Relaciones Institucionales y de Colaboración con las Comunidades Autónomas, a la que le corresponde la tramitación de los convenios que celebre el Departamento; la coordinación y el seguimiento del desarrollo de la actividad exterior de los Departamentos ministeriales y organismos públicos de la Administración General del Estado, de las restantes administraciones públicas y de los órganos constitucionales; el informe y seguimiento de los actos y disposiciones de las comunidades autónomas que afecten a las competencias del departamento; la tramitación del informe preceptivo y la gestión del registro de las Agrupaciones Europeas de Cooperación Territorial, así como de los convenios de cooperación transfronteriza; la tramitación ante los órganos competentes de las solicitudes de sobrevuelos y escalas de aeronaves y buques de Estado extranjeros en España y españoles en el extranjero, la comunicación de la decisión que aquellos adopten, así como de la tramitación de las autorizaciones diplomáticas permanentes en esta materia; y la autorización para la participación española en eventos deportivos internacionales en los términos establecidos en el Real Decreto 2075/1982, de 9 de julio, sobre actividades y representaciones deportivas internacionales.
- La Subdirección General de Tratados y otros Acuerdos Internacionales, a la que le corresponde la tramitación, seguimiento, custodia y publicación de los tratados internacionales de los que España sea parte; el seguimiento, informe, custodia de una copia y, en su caso, publicación de los acuerdos no normativos que se suscriban con entidades extranjeras por la Administración General del Estado y sus organismos públicos, así como por los órganos de otras Administraciones Públicas; así como el apoyo a la persona titular de la Secretaría General Técnica en relación con lo establecido en el Real Decreto 598/2019, de 18 de octubre, por el que se regula la composición y el funcionamiento de la Comisión Interministerial de coordinación en materia de tratados y otros acuerdos internacionales.
- La División de Recursos y Relaciones con los Tribunales, a la que le corresponde la tramitación y propuesta de resolución de los recursos administrativos, de los procedimientos de revisión de oficio y de declaración de lesividad de los actos administrativos del Departamento, de las reclamaciones, incluidas las de responsabilidad patrimonial derivadas del funcionamiento de sus servicios, y las relaciones con los órganos jurisdiccionales.
- La Oficina de Interpretación de Lenguas, a la que le corresponde el ejercicio de las funciones atribuidas al Ministerio de Asuntos Exteriores, Unión Europea y Cooperación en materia de traducción al castellano o a otras lenguas extranjeras de tratados y convenios internacionales y otros documentos de carácter diplomático, consular o administrativo; el cotejo de traducciones de los mismos; la interpretación en actos en que intervengan representantes de los órganos superiores de la Administración General del Estado, la participación en conferencias o comisiones internacionales en las que se negocien tratados, acuerdos y convenios internacionales; y el otorgamiento de los títulos de Traductor-Intérprete Jurado y la gestión del registro correspondiente

## Titulares
Desde la creación del órgano en 1970, 23 personas han ocupado la titularidad:
| - Gabriel Fernández de Valderrama y Moreno (1970) - José Aragonés Vilá (1970-1972) - Enrique Thomas de Carranza (1972-1976) - Fernando Arias-Salgado y Montalvo (1976-1977) - Juan Antonio Pérez-Urruti Maura (1977-1981) - José Cuenca Anaya (1981-1982) - José Antonio de Yturriaga Barberán (1982) - Ramón Villanueva Etcheverría (1982-1983) - Fernando Perpiñá-Robert Peyra (1983-1985) - José Manuel Paz Agüeras (1985-1988) - Francisco Javier Jiménez-Ugarte Hernández (1988-1991) - Aurelio Pérez Giralda (1991-1993) | - Antonio Bellver Manrique (1993-1996) - Julio Núñez Montesinos (1996-2004) - Ignacio Jesús Matellanes Martínez (2004) - Francisco Fernández Fábregas (2004-2008) - Antonio Cosano Pérez (2008-2010) - Rosa Antonia Martínez Frutos (2010-2012) - Fabiola Gallego Caballero (2012-2014) - Isabel Vizcaíno Fernández de Casadevante (2014-2016) - Beatriz Larrotcha Palma (2016-2017) - José María Muriel Palomino (2017-2021) - Rosa Velázquez Álvarez (2021-presente) |